# زردپوست

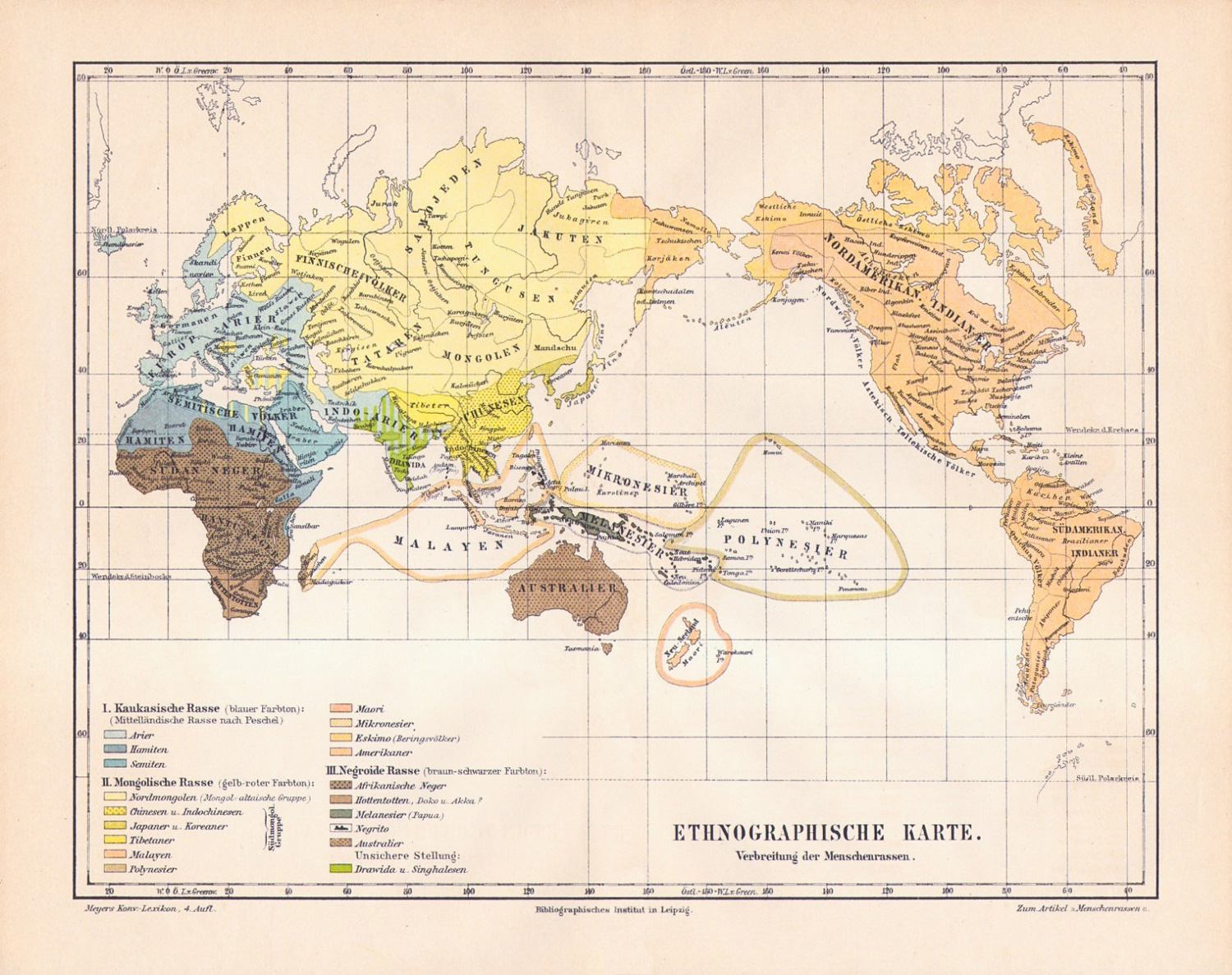
نژاد زرد:
ترک و مغول
چینی و هندوچین
ژاپنی و کره‌ای
تبتی
آسترونزیایی
پلی‌نزی
مائوری
میکرونزی
اسکیمو
سرخ‌پوست

نژاد زرد یا زردپوست (یا مغول‌وار) (به انگلیسی: Mongoloid) یکی از طبقه‌بندی‌های نژادی منسوخ انسان‌هاست که خاستگاه‌شان شرق آسیا دانسته می‌شود. تبار زرد گاهی به آسیایی و شرقی (خاوری) نیز شناخته می‌شود. مغول‌وار به معنی برآمده از قوم مغول نیست بلکه به ویژگی‌های ظاهری مغولی گفته می‌شود و برای نمونه مردم چین یا کره از نژاد زرد (مغول‌وار) هستند ولی مغول نیستند.
مفهوم بخش کردن گونه انسان به سه نژاد به نام کوکازوار (سفید)، مُنگول‌وار (زرد) و نِگروار (سیاه) در دهه ۱۷۸۰ میلادی توسط اعضای مکتب تاریخ‌نگاری گوتینگن معرفی شد و فراتر توسط دانش‌پژوهان غربی در بافتار «ایدئولوژی‌های نژادپرست» طی ایام استعمار توسعه یافت. با خیزش ژنتیک نوین، مفهوم جدایی زیست‌شناختی نژادهای انسانی کنار گذاشته شد. در سال ۲۰۱۹، انجمن آمریکایی انسان‌شناسان فیزیکی اظهار داشت: «باور به نژادها به‌عنوان نمودهای طبیعی زیست‌شناسی انسان و ساختارهای نابرابری (نژادپرستی) برآمده از چنین باورهایی در زمرهٔ آسیب‌زننده‌ترین عناصر در تجربهٔ انسانی در امروز و گذشته هستند.»

## ویژگی‌های فیزیکی
مردمی که از تبار زردند چشم‌های کشیده و بادامی دارند و اغلب آنها بدن کم‌مو دارند.
شمار زیادی از مردم مغولستان دارای لکه بزرگی بر روی پوست خود هستند که در اصطلاح پزشکی لکه مغولی نامیده می‌شود.

## گستره و پراکندگی
می‌شود گفت که همه شرق آسیا، جنوب شرق آسیا و آسیای مرکزی را مردمان زردپوست دربر می‌گیرند. با تاختن و مهاجرت ترکان و مغولان به دیگر سرزمین‌ها، پراکندگی آنها به غرب آسیا و اروپا هم کشیده شد.
همچنین کوچ مردمانی که امروزه سرخ‌پوست خوانده می‌شوند، در هزاران سال پیش به پراکندگی این تبار در قاره آمریکا یاری رساند. برخی از آنان در سده‌های پیش حتی توانستند خود را به جزیره‌های دوردست در دو اقیانوس هند و آرام برسانند. در آفریقا این تبار تنها با آمیزش با سیاه‌پوستان ماداگاسکار توانست رخنه کند.